# Heinz Beckmann (Theologe)
Heinrich Jakob Hartwig Beckmann (* 8. Juni 1877 in Wandsbek; † 12. August 1939 in Sülzhayn) war ein deutscher lutherischer Theologe.

## Leben und Wirken
Beckmann studierte Theologie und durchlief anschließend ein Vikariat in Schleswig-Holstein. Von 1910 bis 1920 war er als Pfarrer an der Marktkirche in Wiesbaden tätig. 1920 wechselte er nach Hamburg und war dort bis zu seinem Lebensende Hauptpastor an der St. Nikolai-Kirche.

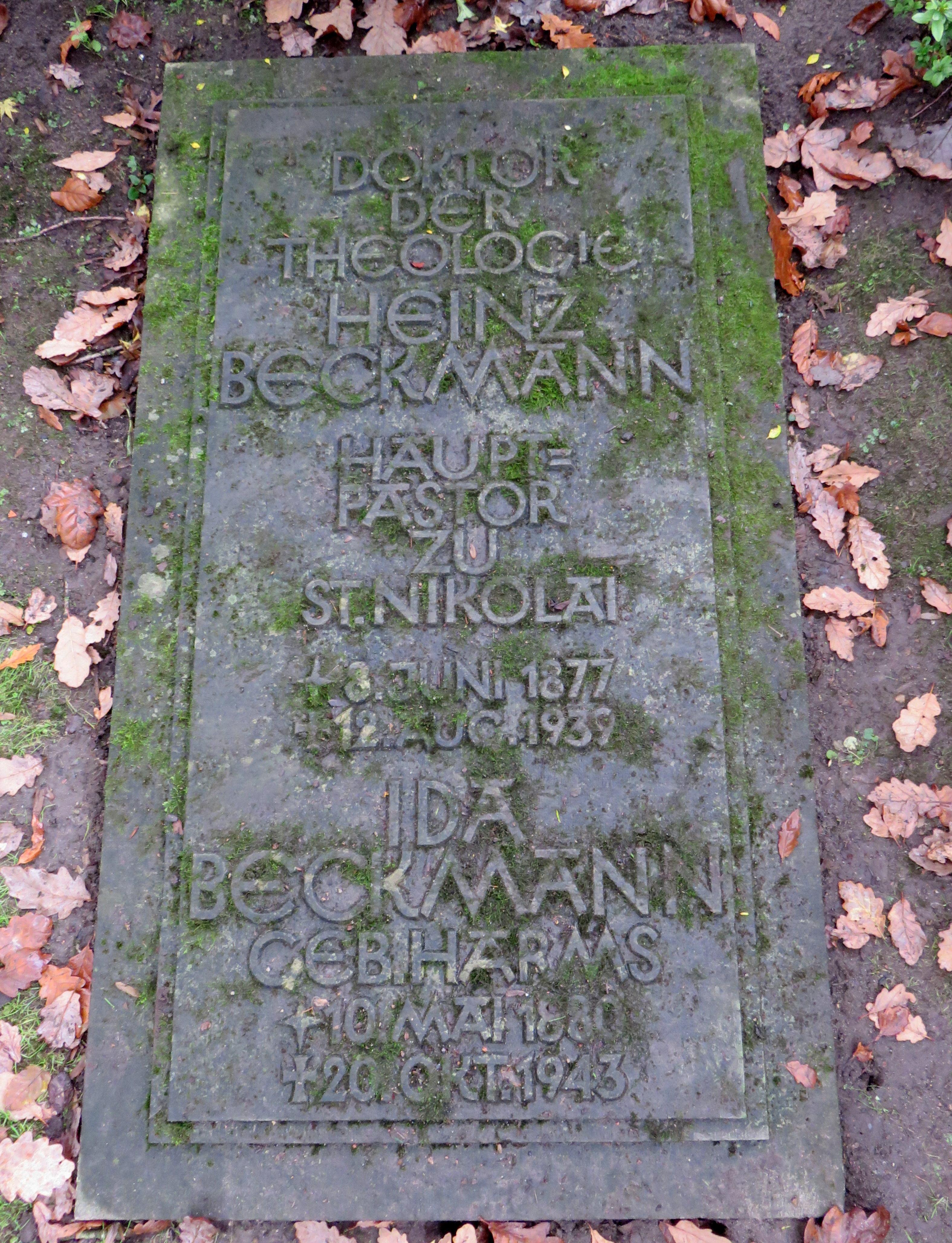
Grabplatte für Heinz Beckmann auf dem Friedhof Ohlsdorf

Beckmann war sowohl politisch als auch theologisch liberal eingestellt und leitete die liberale Fraktion der Hamburger Synode. Er engagierte sich für die Gleichberechtigung der Theologinnen und förderte Sophie Kunert, die 1925 als erste Frau der Hamburgischen Landeskirche das Zweite Examen in Evangelischer Theologie ablegen konnte. Zudem widmete er sich der Ausbildung von Geistlichen und Angelegenheiten von Schulen. Beckmann, der als gebildeter und begabter Redner galt, redigierte von 1924 bis 1933 die Hamburgische Kirchenzeitung. Im Rahmen des Öffentlichen Vorlesungswesen der [[Universität
Hamburg]] hielt er Vorlesungen und unterrichtete von 1931 bis 1934 an der philosophischen Fakultät in der Ausbildung von Religionslehrern das Alte Testament.
Nach dem erzwungenen Rücktritt des Senior Karl Horn 1933 war Beckmann dienstältester Hamburger Hauptpastor, wurde jedoch wegen seiner liberalen Ansichten übergangen. Stattdessen wurde der bisherige Synodalpräsident Simon Schöffel nach Auflösung der presbyterial-synodalen Kirchenordnung erster Landesbischof. 1934 wurde Beckmann aus kirchenpolitischen Gründen auch sein Lehrauftrag genommen.
Heinz Beckmann war der Bruder der Frauenrechtlerin, Bürgerschaftsabgeordneten (FDP) und Oberschulrätin Emmy Beckmann und deren Zwillingsschwester Hanna. Er war in Fragen der Frauenemanzipation sicherlich durch seine Schwestern sensibilisiert. So setzte er sich in den 1920er Jahren für die Gleichberechtigung der Theologinnen ein, denn damals wurden sie weder ordiniert noch durften sie gleichberechtigt neben Pastoren tätig sein.
Heinz Beckmanns Grabplatte liegt vor dem Garten der Frauen auf dem Ohlsdorfer Friedhof in Hamburg. Im Garten der Frauen befindet sich die Grabplatte von Emmy und Hanna Beckmann.